# Svartsjön (Rogsta socken, Hälsingland, 685369-158235)
Svartsjön är en sjö i Hudiksvalls kommun i Hälsingland och ingår i Harmångersån-Delångersåns kustområde.